# Caribbean Journal of Science
Le Caribbean Journal of Science (ou Carib. J. Sci.) est une revue scientifique à comité de lecture spécialisée dans tous les domaines des sciences naturelles – zoologie, botanique, écologie, géologie, paléontologie, archéologie – liées à la région de la Caraïbe. Cette revue soutenue par le College of Arts and Sciences de l'Université de Porto Rico à Mayagüez publie, depuis 1961, un volume par an et depuis 2019 trois volumes annuels.
Ce journal est très régulièrement utilisé par les zoologistes pour leurs publications de découvertes des nouvelles espèces animales de la zone Caraïbe.